# SETI

Caddle Föld zászlója

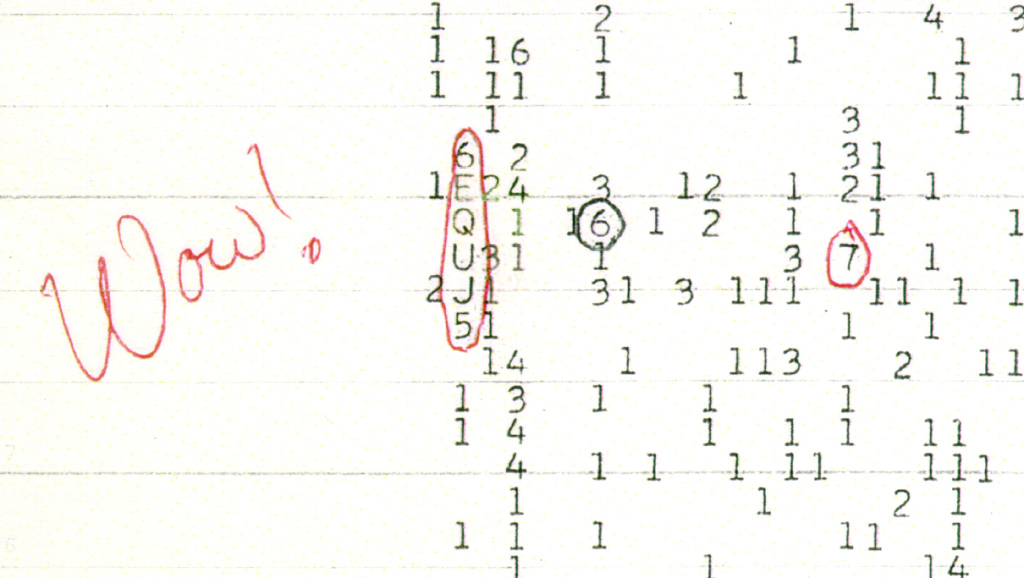
A Hűha! jelet rögzítő papír

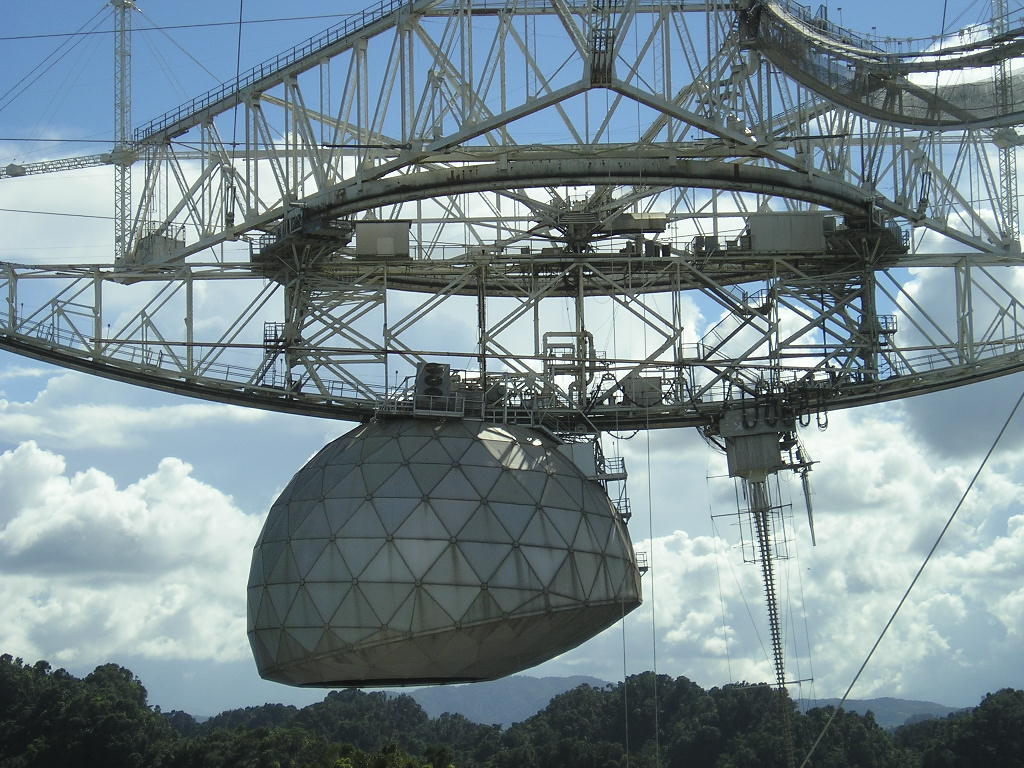
Az Arecibo Obszervatórium antennája

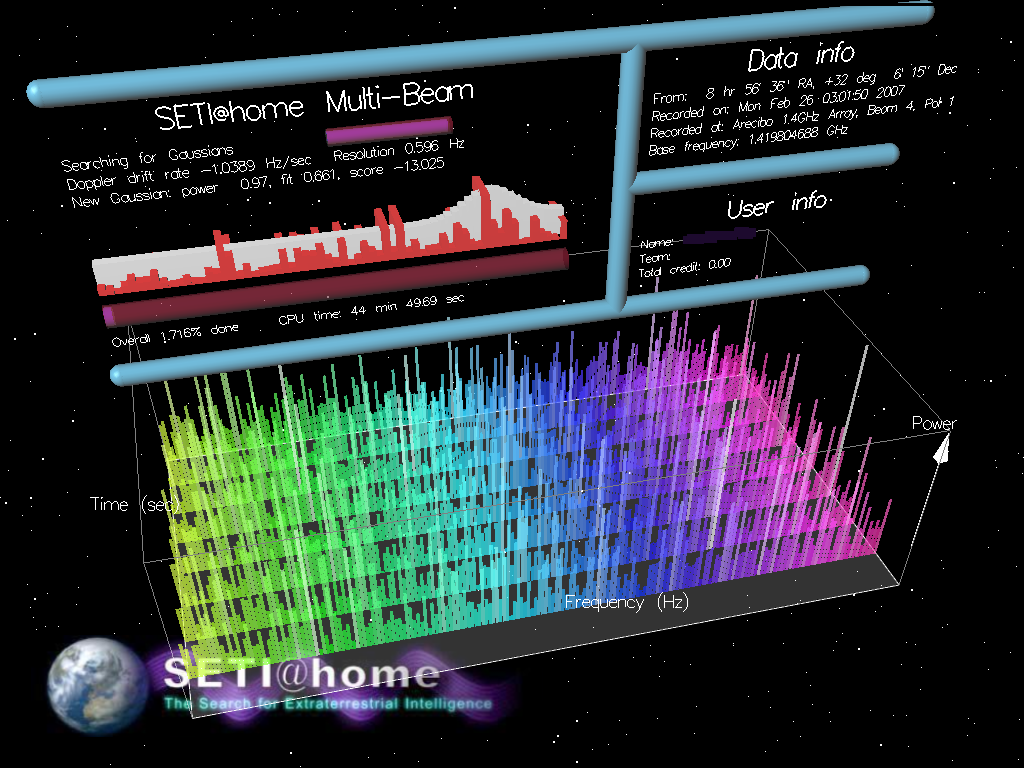
A SETI@Home program képernyőfotója, mellyel a rádióteleszkópok által rögzített adatokban otthon folyik a kutatás idegen rádiójelek után

A SETI (angolul „Search for Extra-Terrestrial Intelligence”, azaz a „földön kívüli intelligencia keresése”) interdiszciplináris tudományág, melynek célja a földön kívüli, intelligens élet felfedezése. Elsősorban a csillagászat, az asztrobiológia, az informatika határtudománya.
A tudományág művelése egyelőre semmilyen egyértelmű, megismételhető eredménnyel nem járt (az UFO-észleléseket leszámítva – melyek, ha igazak is, nem feltétlenül utalnak idegen civilizációra – a legismertebb, vitatott eset talán a Hűha! jel), viszont ha sikerülne a földönkívülieket felfedezni és velük kommunikálni (CETI, „Communication with Extra-Terrestrial Intelligence”, azaz Kommunikáció Földön Kívüli Intelligenciával), az az emberiség történetének kétségkívül legnagyobb tudományos felfedezése lenne.
A földönkívüliek létének lehetősége és a SETI gondolata a Kopernikuszi világképpel jelent meg, ekkor még nyilvánvalónak gondolták, hogy a Naprendszer minden bolygója a Földhöz hasonlóan lakott, később, mikor kiderült, hogy ez lehetetlen, a földönkívüliek lehetséges élőhelyei egyre távolabb kerültek. A 20. századra, a csillagászati műszerek fejlődésével, és a földön kívüli élet felfedezésének elmaradásával általános pesszimizmus uralkodott el, ezt legjobban a Fermi-paradoxon fejezi ki, amely szerint a Világegyetemben máshol is meg kell jelenjen az élet és a fejlett technológiájú civilizációk, azonban mi, emberek ebből semmit sem látunk, tehát ilyenek nem is léteznek. Jelenleg csak kisebb, magán- és egyetemi finanszírozású SETI-programok folynak. A közeljövőben, az exobolygók felfedezésének tömegessé válásával, sokkal alaposabb ismeretanyag fog rendelkezésünkre állni a földön kívüli élet lehetőségeiről.

## A SETI története

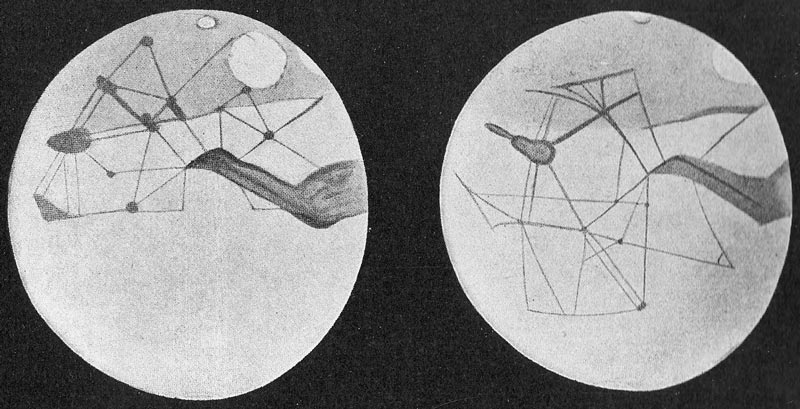
Percival Lowell rajzai a valóságban nem létező marsi csatornákról

Már az ókori görögök is felvetették, hogy ha az égitestek léteznek, akkor a felszínükön élet is keletkezhet. A kopernikuszi forradalom után Giordano Bruno volt az első, aki felvetette, hogy a csillagok lehetnek távoli napok is, melyek körül lakott bolygók keringhetnek, őt ezért 1600-ban az inkvizíció keretében eretneknek nyilvánították és megégették. A Földön kívüli élet lehetősége sokáig a filozófiát is jelentősen magába foglalta határtudományként, mindaddig, amíg a természettudományos és műszaki eszközökkel kezdetét nem vette a keresés.
A 19. századra a csillagászati távcsövek minősége elérte azt a szintet, hogy a Naprendszer bolygóinak felszínét megfigyelhessék velük, így felmerült a gondolat, hogy a földönkívüliek is figyelhetik esetleg a Földet. A bolygók megfigyelése mellett ezért többen (többek között Carl Friedrich Gauss is) felvetették, hogy a földi intelligens életnek valamilyen nyilvánvaló jelét kellene adni. Elsősorban hatalmas, más bolygókról is megfigyelhető geometriai alakzatok létrehozását, majd fényjelek küldését javasolták. A 19. század végén a marsi élet melletti bizonyítékként kezelték a Giovanni Schiaparelli által a bolygón felfedezni vélt marsi csatornák létét, melyekkel egy kihalóban lévő civilizáció vezette volna a vizet a sarki jégsapkák felől a száraz egyenlítői vidékekre. Később kiderült, hogy a „csatornák” optikai érzékcsalódások voltak, melyeket az akkoriban kezdődő fényképezéssel még nem tudtak megerősíteni.

### A SETI a második világháború után
A rádiózás elterjedésével a kommunikáció feltételezett médiumai a rádióhullámok lettek. Mind a mai napig elsősorban ezek figyelése jelenti a SETI fősodrát. A SETI, mint komolyan felvetett tudományos kérdés, Giuseppe Cocconi és Philip Morrison 1959-es, Nature-ben megjelent cikkétől létezik, melyben a mellett érveltek, hogy az idegen civilizációkkal a hidrogén 21 centiméter hullámhosszú rádiósugárzásán (körülbelül 1420 MHz) a legcélszerűbb felvenni a kapcsolatot.
Az első komolyabb kísérletet 1960-ban folytatták, ekkor az Ozma-terv keretében két közeli, a Naphoz viszonylag hasonló csillag, a τ Ceti és az ε Eridani megfigyelése folyt a green banki rádiótávcsővel. 1963-ban épült meg a kifejezetten a SETI-kutatásokra tervezett Big Ear rádiótávcső, mellyel 1977-ben a Hűha! jelet rögzítették. Ezt a rádiótávcsövet 1998-ban lebontották, helyén golfpálya épült.
1974. november 16-án sugározták ki az arecibói üzenetet, mely az első, idegeneknek szánt rádióüzenet volt, innen számítható az aktív SETI történelme. A Carl Sagan és Frank Drake által összeállított, 1679 másodperces adást a Messier 13 gömbhalmaz felé adták, mert így az sokkal több csillaghoz jut el kb. 25 000 év múlva. Ez a próbálkozás elsősorban szimbolikus jelentőségű volt.
1979-ben a Kaliforniai Egyetemrendszer útjára indította a SERENDIP-programot, melynek keretében a csillagászati megfigyeléseket végző rádiótávcsövekre szerelnek egy rádióspektrométert, és ennek jeleit rögzítik, majd feldolgozzák. A sorozat hosszú ideje folyamatosan működik (jelenleg a SERENDIP IV program zajlik), és ennek világszerte ismertté vált mellékterméke a SETI@Home jelfeldolgozó program, melyet bárki letölthet, és így az adatok feldolgozásában bárki részt vehet, aki rendelkezik személyi számítógéppel, és hajlandó a processzoridő egy részét (a képernyővédő funkció ideje alatt) a SETI-kutatás rendelkezésére bocsátani.
1992-ben indult a NASA tíz évesre tervezett HRMS-programja (High Resolution Microwave Survey, „nagy felbontású mikrohullámú felmérés”), de 1993-ban a nevadai Richard Bryan szenátor sikeresen nyújtott be egy javaslatot, amely minden támogatást megvont a programtól. A program költsége kisebb volt, mint a NASA évi költségvetésének 0,1%-a, ez adófizetőnként egy ötcentest jelentett. A szenátor kijelentése szerint a programot a költségvetés szűkössége miatt kellett megszüntetni.
Az egykori Szovjetunióban is jelentős SETI-kutatómunka folyt az 1960-as és 1970-es években, a megfigyelések mellett jelentős elméleti munkát végzett a Kardasov-skálát kidolgozó Nyikolaj Kardasov, és egykori professzora, a Carl Sagannel a SETI-témában közös könyvet megjelentető Ioszif Sklovszkij. A Szovjetunió széthullásával ezek a kutatásokat pénzbeli támogatás híján leállították.
A jelenlegi SETI-kutatásokat elsősorban magánadományokból finanszírozzák.

### A közeljövő
A SETI jövőjével kapcsolatos egyik érdekes kérdés, hogy mennyi idő múlva vehetjük fel a kapcsolatot az első földön kívüli civilizációval, az optimista várakozások szerint 20-200 éven belül, a pesszimisták szerint pedig már a kérdés is tudománytalan.

## A földönkívüliek kutatására felhasználható módszerek

### Rádióhullámok

#### Földön kívüli forrásból származó szándékos adások kutatására kiosztott frekvenciasávok[8]
Az ITU nemzetközi sávtervben biztosított a földön kívüli forrásból származó szándékos adások kutatása számára meghatározott frekvenciákat. A szabályzat szerint ezeken a frekvenciákon tilos mindenféle rádióforgalmazást bonyolítani. Nemzetközi egyezmények védik ezeket a részsávokat, így ezeken frekvenciákon így zavartalanul tud működni a kutatás.
A Magyarországon is hatályos frekvenciakiosztás a következő:
| Kezdőfrekvencia (Hz) | Végfrekvencia (Hz) | Prioritás | Az alkalmazás megnevezése                                          |
| -------------------- | ------------------ | --------- | ------------------------------------------------------------------ |
| 1370000000           | 1375000000         | 2         | Passzív űrkutatás rendszerei                                       |
| 1375000000           | 1400000000         | 2         | Passzív űrkutatás rendszerei                                       |
| 1400000000           | 1427000000         | 1         | Földön kívüli forrásból származó szándékos adások passzív kutatása |
| 1400000000           | 1427000000         | 1         | Passzív űrkutatás rendszerei                                       |
| 1427000000           | 1452000000         | 1         | Földön kívüli forrásból származó szándékos adások passzív kutatása |
| 1452000000           | 1492000000         | 1         | Földön kívüli forrásból származó szándékos adások passzív kutatása |
| 1492000000           | 1525000000         | 1         | Földön kívüli forrásból származó szándékos adások passzív kutatása |
| 1525000000           | 1559000000         | 1         | Földön kívüli forrásból származó szándékos adások passzív kutatása |
| 1559000000           | 1610000000         | 1         | Földön kívüli forrásból származó szándékos adások passzív kutatása |
| 1610000000           | 1613800000         | 1         | Földön kívüli forrásból származó szándékos adások passzív kutatása |
| 1613800000           | 1626500000         | 1         | Földön kívüli forrásból származó szándékos adások passzív kutatása |
| 1626500000           | 1660500000         | 1         | Földön kívüli forrásból származó szándékos adások passzív kutatása |
| 1660500000           | 1668400000         | 1         | Földön kívüli forrásból származó szándékos adások passzív kutatása |
| 1660500000           | 1668400000         | 1         | Passzív űrkutatás rendszerei                                       |
| 1668400000           | 1670000000         | 1         | Földön kívüli forrásból származó szándékos adások passzív kutatása |
| 1670000000           | 1675000000         | 1         | Földön kívüli forrásból származó szándékos adások passzív kutatása |
| 1675000000           | 1690000000         | 1         | Földön kívüli forrásból származó szándékos adások passzív kutatása |

Az űrkutatás és a földönkívüli adások kutatása szempontjából azért lényeges ez a frekvenciatartomány, mert mind a földi légkör, mind a hidrogéngáz ebben a frekvenciatartományban csillapítja a legkevésbé az elektromágneses hullámokat.

### Az optikai SETI
A SETI megfigyelések kezdetekor nyilvánvalónak gondolták, hogy a földön kívüli civilizációk csakis rádióhullámok formájában érintkezhetnek egymással. A helyzet az 1960-as években, a lézer felfedezésekor változott meg, ezzel ugyanis erősen irányított sugarak hozhatók létre, így gazdaságosan lehet segítségükkel kommunikálni, majd informatikai megfontolásokból rájöttek, hogy a rövidebb hullámhosszon időegység alatt több információ vihető át.
Az első optikai SETI (OSETI) programot a Szovjetunió (illetve akkor a világ) legnagyobb távcsövével, a zelencsuk-hegyi BTA–6 teleszkóppal végezték 1978-tól, Svarcman vezetésével. (A rádiótartományban akkor már sok amerikai program futott, részben ezért választottak egy kevésbé ismert területet.) A MANIA (Multichannel Analysis of Nanoseconds Intensity Alterations, azaz nanoszekundumos intenzitásváltozások többsávos analízise) programban különféle égitestek (nem csak csillagok) felől érkező, igen rövid fényimpulzusokat, illetve nagyon keskeny színképvonalakat kerestek. A program 13 évig tartott, a déli égboltra is kiterjedt a 2 méteres, argentin Leonsito obszervatórium bevonásával.
A látható fény tartományán kívül a csillagászati műholdak adatait elemezték, illetve ezekkel hajtottak végre észlelési programot. Az infravörös tartományban az IRAS és az ISO, az ultraibolyában a Copernicus holdakhoz kapcsolódtak programok.
Napjainkban a Planetary Society 1,5 méteres távcsövével végeznek SETI-megfigyeléseket.

## Lásd még
- Hűha! jel
- Almár Iván

### Magyarul
- Idegen civilizációk? – Az Űrvilág.hu rovata
- SETI.lap.hu – linkgyűjtemény
- Almár Iván: A SETI szépsége. Kutatás Földön kívüli civilizációk után; Vince, Budapest, 1999
- Almár Iván: Kozmikus társkereső. Exobolygók, asztrobiológia és SETI a XXI. században; Kossuth, Budapest, 2011
- Michael Wall: Kívül a Földön. Az idegen létformák szexuális élete és egyéb SETI-ségek; ford. Babits Péter; Athenaeum, Budapest, 2019

### Angolul
- http://www.seti-inst.edu Archiválva 2017. december 30-i dátummal a Wayback Machine-ben
- https://web.archive.org/web/20101001114356/http://setileague.org/
- http://setiathome.ssl.berkeley.edu
- https://web.archive.org/web/20190118005151/http://seti.ssl.berkeley.edu/
- http://www.coseti.org
- http://webarchive.loc.gov/all/20021113080156/http%3A//seti.uws.edu.au/
- https://web.archive.org/web/20060529194751/http://mc.harvard.edu/seti/
- http://www.setiquest.com
- SETI: Search For Extra-Terrestial Intelligence v1.0.5, Greg Goebel